# Hêvî Îbrahîm
Hêvî Îbrahîm Mustefa är en politiker från Demokratiska unionspartiet (PYD) och premiärminister i Afrin kanton, en de facto autonom region i Rojava (Norra Syrien).